# Tout recommencer
Pour les articles homonymes, voir Tout recommencer (homonymie).
Albums de Renaud Hantson
La Fissure du temps
(2012)
Singles
1. Poudre aux yeux
Sortie : juillet 2013
2. Un pas vers le ciel
Sortie : octobre 2013

Tout recommencer est le 9e album studio de Renaud Hantson, sorti le 20 novembre 2013. Il est composé de 14 titres.

## Titres de l'album
1. Et bien dansez maintenant
2. Amour agonie
3. Poudre aux yeux
4. Intimide-moi
5. Comme un homme qui se noie
6. Briser le silence
7. Un Pas vers le ciel
8. Pour que tu sois là
9. Simple idéal
10. Je savais déjà
11. Pardon
12. Tout Recommencer
13. Tu Disais
14. Teenage Dream de Katy Perry